# Trenton (Kentucky)
Trenton è un comune degli Stati Uniti d'America, situato nello Stato del Kentucky, nella contea di Todd.